# آرچیبالد لیچ
آرچیبالد "آفساید آرچی" لیچ (به انگلیسی: Archibald "Offside Archie" Leitch) یک معمار اهل اسکاتلند بود که به خاطر ساخت مکان‌های مهم فوتبالی مشهور شد.

## پروژه‌ها
در این لیست پروژه‌های به انجام رسیده توسط این معمار را می‌بینید:
- آنفیلد، لیورپول
- ورزشگاه آرسنال، هایبوری، لندن
- آیرسوم پارک، میدلزبورو
- برامال لین، شفیلد
- Cardiff Arms Park, کاردیف
- سلتیک پارک، گلاسکو
- ورزشگاه کریون کاتج، فولهام، لندن
- Dalymount Park, دوبلین
- Deepdale, Preston
- The Den, نیو کراس، لندن
- Dens Park, داندی
- The Dell, ساوت‌همپتون
- اوود پارک، بلکبرن
- The Double Decker stand (The Kop), ورزشگاه فیلبرت استریت، لستر
- Fratton Park, پورتس‌موث
- گودیسون پارک، لیورپول
- ورزشگاه همپدن پارک، گلاسکو
- Home Park, پلیموث
- ورزشگاه آیبروکس، گلاسکو
- استادیوم هیلزبورو، شفیلد
- Lansdowne Road, دوبلین
- Leeds Road, هادرزفیلد
- ورزشگاه مولینکس، ولورهمپتون
- الدترافورد، ترافورد، منچستر بزرگ
- Park Avenue, بردفورد
- ورزشگاه راکر پارک، Sunderland
- Rugby Park, کیلمارناک
- Saltergate, چسترفیلد، انگلستان
- سلهارست پارک، نوروود جنوبی،  London
- Somerset Park, ایر (اسکاتلند)
- ورزشگاه استمفورد بریج،  Walham Green, لندن
- Starks Park, کرکودی
- ورزشگاه تویینکهام، تویینکهام،  London
- Tynecastle Stadium, ادینبرو
- Valley Parade, بردفورد
- ورزشگاه ویلا پارک، بیرمنگام
- West Ham Stadium, Custom House, London
- ورزشگاه وایت هارت لن، تاتنهام،  London
- Windsor Park, بلفاست

## منبع
مشارکت‌کنندگان ویکی‌پدیا. «Archibald Leitch». در دانشنامهٔ ویکی‌پدیای انگلیسی، بازبینی‌شده در ۲۱ مه ۲۰۱۱.